# Alibaba Group
Az Alibaba Group Kína egyik legnagyobb technológiai vállalata, a BAT néven ismert hármas (Baidu, Alibaba, Tencent) egyike. Fő profilja az e-kereskedelem, ezért az amerikai Amazon kínai megfelelőjeként is említik.

## Tevékenysége
Az Alibaba Group az e-kereskedelem terén két nemzetközi piacra szánt oldalt üzemeltet: az Alibaba.com B2B webáruház, míg az AliExpress (aliexpress.com) főként kínai vállalkozások termékeinek külföldi felhasználók felé történő értékesítését szolgálja. A hazai piacot célzó Taobao (taobao.com) fogyasztók közötti (C2C), míg a Tmall (tmall.com, korábban Taobao Mall) a cégek felhasználók részére történő (B2C) értékesítését szolgálja; ezek az Alexa rangsora szerint 2019 elején a világ 8. és 7. leglátogatottabb weboldalai voltak. 80% feletti részesedéssel rendelkezik a Lazada online piactérben is, mely piacvezető Malajziában, Vietnámban, a Fülöp-szigeteken, Thaiföldön és Indonéziában.
Érdekeltségi körébe tartozik a 2019 elején a világ legértékesebb startupjaként számon tartott Ant Financial fintech cég, mely a világ legnagyobb mobilos és online fizetési platformját, az AliPayt működteti; a Youku online videószolgáltató; az Alibaba Cloud felhőszolgáltatás; a UC Browser mobilböngésző; a South China Morning Post újság és az Alibaba Pictures Group filmprodukciós cég.
A kínai kormányzat által 2017-ben bejelentett Következő Generációs Mesterséges Intelligencia Fejlesztési Terv megvalósításában az okos városokért felelős.